# Apache Excalibur
Az Apache Excalibur projekt egy osztály könyvtár halmazt állít elő a Java nyelvű komponens alapú programozáshoz.  A projekt fő termékei beleértve az Avalon Inversion of control keretrendszert is, egy Fortress nevű Avalon alapú konténer, és egy halom Avalon kompatibilis szoftver komponens.
Az Excalibur túlélte az eredeti Apache Avalon projektet annak 2004-beli zárását követően. Később az Apache Excalibur hosztolta az Avalon keretrendszert és az ezzel kapcsolatos forráskódot.
Az Excalibur projektet nyugdíjba küldte az Apache Szoftver Alapítvány majd átköltöztették az Apache Attic-ba.

## Külső hivatkozások
- Apache Excalibur website
- History of Apache Avalon and Excalibur